# Adam Kłodziński (bibliotekarz)
Adam Kłodziński (ur. 1795 w Nikłowicach, zm. 25 kwietnia 1858 w Parchaczu) – polski prawnik, bibliotekarz, komediopisarz, dyrektor Zakładu Narodowego im. Ossolińskich we Lwowie w latach 1839–1849.

## Biografia
Adam Kłodziński urodził się w Nikłowicach w 1795 roku. Ukończył prawo na Uniwersytecie Lwowskim, członek Towarzystwa Naukowego Krakowskiego. Był zatrudniany jako nauczyciel domowy przez arystokrację galicyjską. Pracował m.in. dla: Dembińskich w Nienadowej, Czartoryskich w Sieniawie i Potockich w Łańcucie i Krzeszowicach. Odbywał podróże po Europie w roli guwernera Alfreda Potockiego, przyszłego premiera Austro-Węgier. Kłodziński utrzymywał znajomość z: Ambrożym Grabowskim, Franciszkiem Ksawerym Prekiem, Wojciechem Stattlerem, Jerzym Samuelem Bandtkiem.
W latach 1839–1849 był dyrektorem Zakładu Narodowego im. Ossolińskich we Lwowie, ciesząc się zaufaniem kuratora Henryka Lubomirskiego. Ponieważ w 1834 roku władze austriackie zamknęły drukarnię, litografię oraz czytelnię, Kłodziński skupił się na prowadzeniu niezbędnych robót budowlanych. Za jego kadencji, w 1846 roku ukończono alfabetyczny katalog kartkowy oraz wznowiono wydawanie kwartalnika naukowego, na którego łamach publikowali w tym okresie: Wincenty Pol, Karol Szajnocha, Aleksander Fredro, Józef Dzierzkowski. W 1847 roku ponownie otwarto drukarnię, a w 1848 roku czytelnię. Kłodziński przekształcił swoje mieszkanie w salon literacki, w którym, na tzw. „wtorkach w Ossolineum”, gościli czytając swoje teksty, m.in.: Franciszek Ksawery Prek, Kornel Ujejski, Tadeusz Wasilewski, Maurycy Dzieduszycki. Ossolineum odwiedził wówczas Ferenc Liszt.
W rękopisach pozostały utwory komediowe Kłodzińskiego, m.in. napisane dla teatru dworskiego w Łańcucie. Zmarł w Parchaczu 25 kwietnia 1858 roku.

## Wybrane publikacje
- 1819 – Pielgrzym z Dobromila. Operetka według powieści Izabeli Czartoryskiej (rękopis)[4]
- 1820 – Kochankowie w kłopotach. Fraszka w 3 aktach napisana dla teatru łańcuckiego (rękopis)[5]
- 1820 – Przyjazd pożądany. Operetka w dwóch aktach (rękopis)[6]
- 1820 –  Żyd polski czyli każdy ma swoje przebiegi. Fraszka w jednym akcie (rękopis)[7]
- 1850 – Odpowiedź Adama Kłodzińskiego, byłego dyrektora Zakładu Narodowego Imienia Ossolińskich, na artykuł bezimiennego autora O Zakładzie Naukowym Imienia Ossolińskich, umieszczony w Gazecie polskiéj wydawanéj w Poznaniu r. b., Drukarnia Zakładu Narodowego Ossolińskich, Lwów[8]
- bez daty – Nowomodne zaloty, czyli list źle zrozumiany. Żart ze śpiewkami (rękopis)[9]
- bez daty – Komedia bez tytułu (rękopis)[10]